# بين بروكتر
بين بروكتر (بالإنجليزية: Ben Procter)‏ هو سباح بريطاني، ولد في 11 مارس 1990 في أولدهام في المملكة المتحدة.